# Championnats du monde de karaté 2018
Navigation
Édition précédente Édition suivante
Les championnats du monde de karaté 2018, vingt-quatrième édition des championnats du monde de karaté, ont lieu à Madrid, en Espagne, du 6 au 11 novembre 2018.

## Médaillés

### Hommes
| Épreuve           | Or | Argent | Bronze |
| ----------------- | --- | --- | --- |
| Kata individuel   | Ryo Kiyuna (JPN) | Damián Quintero (ESP)                                                                                         | Ali Sofuoğlu (TUR)                                                                                             |
| Kata individuel   | Ryo Kiyuna (JPN) | Damián Quintero (ESP)                                                                                         | Mattia Busato (ITA)                                                                                            |
| Kata par équipe   | Japon Arata Kinjo Ryo Kiyuna Takuya Uemura                                                                                  | Espagne José Carbonell Sergio Galán Francisco Salazar                                                         | Iran Milad Delikhoun Abolfazl Shahrjerdi Ali Zand                                                              |
| Kata par équipe   | Japon Arata Kinjo Ryo Kiyuna Takuya Uemura                                                                                  | Espagne José Carbonell Sergio Galán Francisco Salazar                                                         | Italie Gianluca Gallo Alessandro Iodice Giuseppe Panagia                                                       |
| Kumite −60 kg     | Angelo Crescenzo (ITA) | Naoto Sago (JPN)                                                                                              | Darkhan Assadilov (KAZ)                                                                                        |
| Kumite −60 kg     | Angelo Crescenzo (ITA) | Naoto Sago (JPN)                                                                                              | Abdessalam Ameknassi (MAR)                                                                                     |
| Kumite −67 kg     | Steven Da Costa (FRA) | Vinícius Figueira (BRA)                                                                                       | Camilo Velozo (CHI)                                                                                            |
| Kumite −67 kg     | Steven Da Costa (FRA) | Vinícius Figueira (BRA)                                                                                       | Hamoon Derafshipour (IRN)                                                                                      |
| Kumite −75 kg     | Bahman Askari (IRN) | Luigi Busà (ITA)                                                                                              | Ken Nishimura (JPN)                                                                                            |
| Kumite −75 kg     | Bahman Askari (IRN) | Luigi Busà (ITA)                                                                                              | Rafael Aghayev (AZE)                                                                                           |
| Kumite −84 kg     | Ivan Kvesić (CRO) | Valerii Chobotar (UKR)                                                                                        | Zabihollah Poursheib (IRN)                                                                                     |
| Kumite −84 kg     | Ivan Kvesić (CRO) | Valerii Chobotar (UKR)                                                                                        | Uğur Aktaş (TUR)                                                                                               |
| Kumite +84 kg     | Jonathan Horne (GER) | Sajjad Ganjzadeh (IRN)                                                                                        | Babacar Seck (ESP)                                                                                             |
| Kumite +84 kg     | Jonathan Horne (GER) | Sajjad Ganjzadeh (IRN)                                                                                        | Alparslan Yamanoğlu (TUR)                                                                                      |
| Kumite par équipe | Iran Saleh Abazari Ali Asghar Asiabari Bahman Askari Sajjad Ganjzadeh Saman Heidari Mehdi Khodabakhshi Zabihollah Poursheib | Turquie Uğur Aktaş Erman Eltemur Samed Gök Rıdvan Kaptan Ömer Abdurrahim Özer Burak Uygur Alparslan Yamanoğlu | Japon Daiki Ando Ryutaro Araga Hideyoshi Kagawa Yuta Mori Ken Nishimura Yusei Sakiyama Rikito Shimada          |
| Kumite par équipe | Iran Saleh Abazari Ali Asghar Asiabari Bahman Askari Sajjad Ganjzadeh Saman Heidari Mehdi Khodabakhshi Zabihollah Poursheib | Turquie Uğur Aktaş Erman Eltemur Samed Gök Rıdvan Kaptan Ömer Abdurrahim Özer Burak Uygur Alparslan Yamanoğlu | Italie Ahmed El Sharaby Rabia Jendoubi Nello Maestri Luca Maresca Simone Marino Michele Martina Andrea Minardi |

### Femmes
| Épreuve           | Or                                                           | Argent                                                        | Bronze                                                                   |
| ----------------- | ------------------------------------------------------------ | ------------------------------------------------------------- | ------------------------------------------------------------------------ |
| Kata individuel   | Sandra Sánchez (ESP)                                         | Kiyou Shimizu (JPN)                                           | Grace Lau (HKG)                                                          |
| Kata individuel   | Sandra Sánchez (ESP)                                         | Kiyou Shimizu (JPN)                                           | Viviana Bottaro (ITA)                                                    |
| Kata par équipe   | Japon Saori Ishibashi Mai Mugiyama Sae Taira                 | Espagne Marta García Lidia Rodríguez Raquel Roy               | Italie Sara Battaglia Terryana D'Onofrio Michela Pezzetti                |
| Kata par équipe   | Japon Saori Ishibashi Mai Mugiyama Sae Taira                 | Espagne Marta García Lidia Rodríguez Raquel Roy               | Turquie Dilara Eltemur Rabia Küsmüş Gizem Sofuoğlu                       |
| Kumite −50 kg     | Miho Miyahara (JPN)                                          | Serap Özçelik (TUR)                                           | Bettina Plank (AUT)                                                      |
| Kumite −50 kg     | Miho Miyahara (JPN)                                          | Serap Özçelik (TUR)                                           | Sara Bahmanyar (IRN)                                                     |
| Kumite −55 kg     | Dorota Banaszczyk (POL)                                      | Jana Bitsch (GER)                                             | Wen Tzu-yun (TPE)                                                        |
| Kumite −55 kg     | Dorota Banaszczyk (POL)                                      | Jana Bitsch (GER)                                             | Ivet Goranova (BUL)                                                      |
| Kumite −61 kg     | Jovana Preković (SRB)                                        | Yin Xiaoyan (CHN)                                             | Btissam Sadini (MAR)                                                     |
| Kumite −61 kg     | Jovana Preković (SRB)                                        | Yin Xiaoyan (CHN)                                             | Giana Farouk (EGY)                                                       |
| Kumite −68 kg     | Irina Zaretska (AZE)                                         | Viktoria Isaeva (RUS)                                         | Lamya Matoub (ALG)                                                       |
| Kumite −68 kg     | Irina Zaretska (AZE)                                         | Viktoria Isaeva (RUS)                                         | Miroslava Kopúňová (SVK)                                                 |
| Kumite +68 kg     | Eleni Chatziliadou (GRE)                                     | Ayumi Uekusa (JPN)                                            | Shymaa Abou-El-Yazed (EGY)                                               |
| Kumite +68 kg     | Eleni Chatziliadou (GRE)                                     | Ayumi Uekusa (JPN)                                            | Hana Antunovic (SWE)                                                     |
| Kumite par équipe | France Léa Avazeri Andréa Brito Leïla Heurtault Laura Sivert | Japon Natsumi Kawamura Ayaka Saito Mayumi Someya Ayumi Uekusa | Espagne Cristina Ferrer Laura Palacio María Torres Cristina Vizcaíno     |
| Kumite par équipe | France Léa Avazeri Andréa Brito Leïla Heurtault Laura Sivert | Japon Natsumi Kawamura Ayaka Saito Mayumi Someya Ayumi Uekusa | Égypte Aisha Abdelrahman Shymaa Abou-El-Yazed Feryal Ashraf Giana Farouk |